# Fradique Mendes

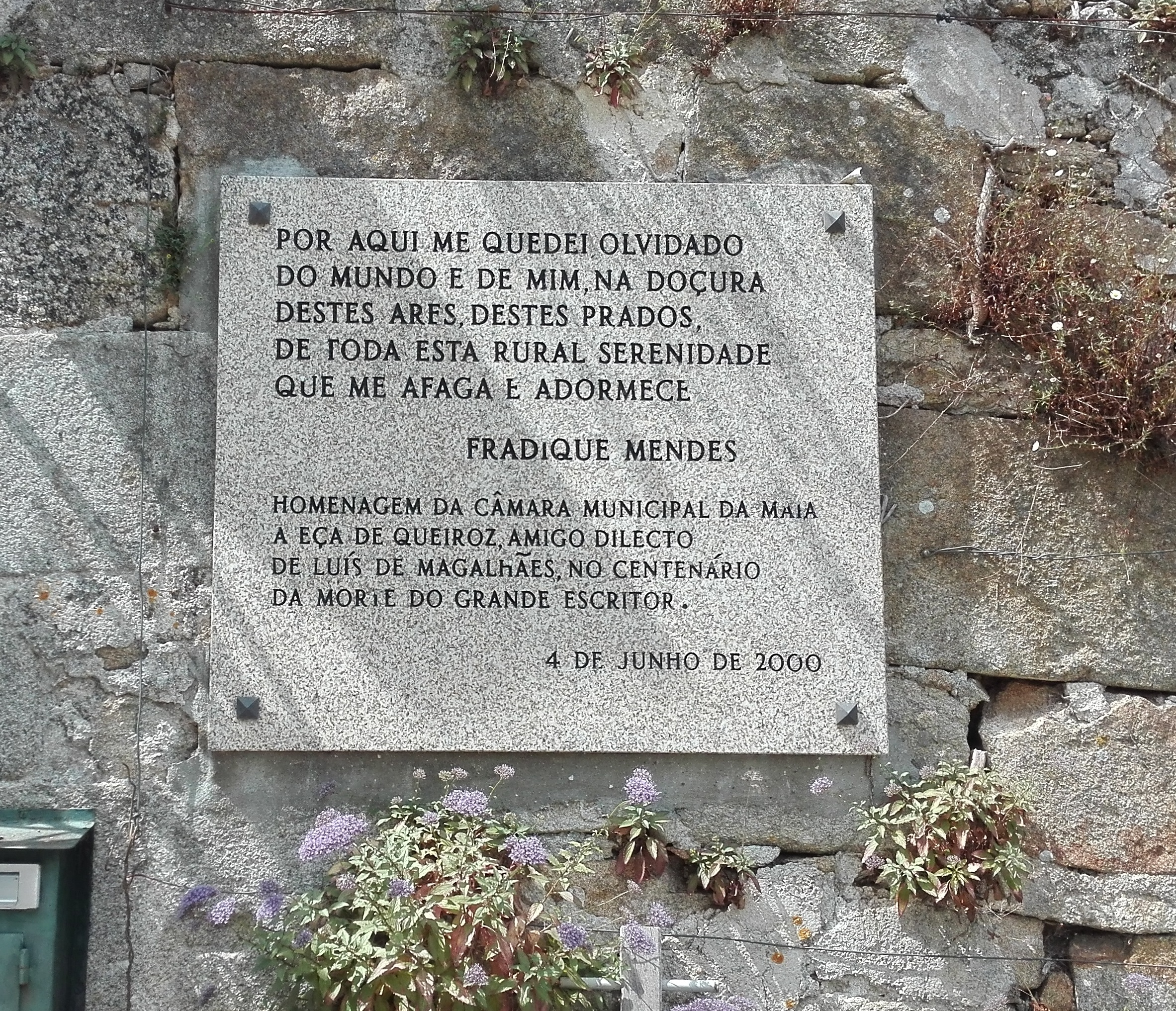
Homenagem a Fradique Mendes existente na Quinta do Mosteiro de S. Salvador, em Moreira da Maia

Carlos Fradique Mendes é um heterônimo coletivo criado pelo grupo Cenáculo - uma tertúlia literária e política formada na  casa de Jaime Batalha Reis, no Bairro Alto de Lisboa, e frequentada por Antero de Quental, Eça de Queirós, Salomão Sáragga, Manuel Arriaga, Guerra Junqueiro, Teófilo Braga e Ramalho Ortigão, entre outros. Fradique, o poeta fictício, era um  personagem excêntrico e irreverente, culto, viajado, aventureiro e sempre a par das novidades da ciência.

## História
O "primeiro" Fradique Mendes foi uma criação coletiva dos jovens Eça de Queirós, Antero de Quental e Jaime Batalha Reis, à época  do Cenáculo, entre 1868 e 1869.Era um poeta satânico, à maneira de Baudelaire. Seu trabalho surge nas páginas do jornal A Revolução de Setembro. Fradique teria deixado inéditos vários poemas das Lapidárias', publicados já muito postumamente, alguns dos quais encontram-se manuscritos no espólio de Eça.
Com o mesmo espírito, Fradique reaparece como personagem de O Mistério da Estrada de Sintra, que Eça escreveu com Ramalho Ortigão, lançado inicialmente em folhetins no Diário de Notícias, em 1870, e depois  em livro, no mesmo ano.
O grupo lhe produziu um livro chamado Poemas do Macadame.
Fradique aparece nas seguintes obras:
- O Mistério da Estrada de Sintra (1870) de Ramalho e Eça
- Correspondência de Fradique Mendes (1900), obra póstuma de Eça
- Cartas inéditas de Fradique Mendes e mais páginas esquecidas de Eça
- Nação Crioula (1997) de José Eduardo Agualusa

Mais recentemente, o personagem foi tratado em Fradique Mendes: destilação de espírito moderno, trabalho redigido em língua portuguesa por Nicole Márfaldi, aluna checa do mestrado em Estudos Luso-brasileiros da Faculdade de Letras da Universidade Carolina, em Praga, na República Checa, que recebeu o terceiro prémio da XIX edição do Prémio Ibero-Americano. Este prémio foi criado em 1994 pelos embaixadores dos países ibero-americanos residentes em Praga com o objetivo de incentivar os estudos relacionados com os diversos aspetos da arte, ciência, cultura e civilização dos países da Península Ibérica, América Latina e Caraíbas através da realização de ensaios baseados em trabalhos de investigação, obrigatoriamente escritos em português ou espanhol, realizados por alunos das universidades da República Checa.

## No cinema
O personagem Fradique Mendes também foi retomado no cinema, com o documentário português O Manuscrito Perdido , do realizador José Barahona. O filme  foi rodado no Brasil, e o roteiro se organiza como uma carta filmada de Barahona ao escritor José Eduardo Agualusa, relatando a busca  pelo manuscrito perdido de Fradique Mendes, ao qual Agualusa se refere no livro Nação Crioula e que estaria no mosteiro franciscano de Cairu, na Bahia.
Por ter libertado todos os seus escravos numa fazenda que possuía na Bahia, Fradique foi odiado e perseguido pelos esclavagistas brasileiros. Na urgência da fuga, terá deixado em Cairu este manuscrito que reflectia sobre as origens da sociedade brasileira e se pronunciava sobre algumas questões sociais da época: os expatriados, a escravatura, e as lutas dos índios. O filme parte em busca do manuscrito e refaz a viagem de Fradique Mendes na sua fuga, visitando alguns lugares que podem hoje fazer luz sobre estas mesmas questões: as comunidades dos descendentes dos escravos africanos, as aldeias indígenas onde Cabral primeiro chegou, e os acampamentos dos sem terra. No fundo grupos sociais que têm em comum algo com mais de 500 anos: a luta pela liberdade através da luta pela posse da terra.